# Styloniscus jeanneli
Styloniscus jeanneli är en kräftdjursart som först beskrevs av Paulian de Felice 1940E.  Styloniscus jeanneli ingår i släktet Styloniscus och familjen Styloniscidae. Inga underarter finns listade i Catalogue of Life.